# Highwood (Montana)
Highwood es un lugar designado por el censo ubicado en el condado de Chouteau en el estado estadounidense de Montana. En el Censo de 2010 tenía una población de 176 habitantes y una densidad poblacional de 15,11 personas por km².

## Geografía
Highwood se encuentra ubicado en las coordenadas 47°35′57″N 110°46′4″O / 47.59917, -110.76778. Según la Oficina del Censo de los Estados Unidos, Highwood tiene una superficie total de 11.64 km², de la cual 11.64 km² corresponden a tierra firme y (0%) 0 km² es agua.

## Demografía
Según el censo de 2010, había 176 personas residiendo en Highwood. La densidad de población era de 15,11 hab./km². De los 176 habitantes, Highwood estaba compuesto por el 95.45% blancos, el 0% eran afroamericanos, el 2.84% eran amerindios, el 0.57% eran asiáticos, el 0.57% eran isleños del Pacífico, el 0% eran de otras razas y el 0.57% pertenecían a dos o más razas. Del total de la población el 0% eran hispanos o latinos de cualquier raza.